# متلازمة النفق الرسغي
متلازمة النفق الرسغي هي حالة طبية تنتج من انضغاط العصب المتوسط في النفق الرسغي، والذي ينتج عنه اعتلال هذا العصب. وتظهر الأعراض الرئيسية في شكل ألم، وتنميل، وخدران في الإبهام، والسبابة، والوسطى، والجانب الإبهامي من إصبع البنصر. وعادة ما تبدأ الأعراض تدريجيا خلال الليل. وقد يمتد الألم للذراع. قد يحدث ضعف في قوة قبضة اليد، وبعد فترة طويلة من الزمن قد تضمر عضلات قاعدة الإبهام. وغالبا ما يتأثر كلا الجانبين في أكثر من نصف الحالات.
وتتضمن عوامل الخطر السمنة، وعمل المعصم المتكرر، والحمل، والتهاب المفاصل الروماتويدي. هناك أدلة أولية على أن قصور الغدة الدرقية يزيد من الخطر. ومن غير الواضح ما إذا كان السكري يلعب دورا أم لا. بينما لا يعتبر استخدام حبوب منع الحمل عاملا للخطر. تتضمن أنواع العمل المرتبطة بمتلازمة النفق الرسغي استخدام الكمبيوتر، والعمل باستخدام الأدوات الهزازة، والأعمال التي تتطلب قبضة قوية. يتم الاشتباه في التشخيص اعتمادا على العلامات والأعراض، واختبارات فيزيائية محددة، ويمكن تأكيده باختبارات التشخيص الكهربي. إذا كان هناك ضمور في عضلات قاعدة الإبهام، فمن المرجح أن يكون التشخيص هو متلازمة النفق الرسغي.
يمكن أن يقلل النشاط البدني من خطر الإصابة بمتلازمة النفق الرسغي. ويمكن تحسين الأعراض عن طريق ارتداء جبيرة المعصم، أو باستخدام حقن الكورتيكوستيرويد. ولم يُظهر استخدام مضادات الالتهاب غير الستيرويدية، أو غابابنتين أي إفادة. ويعتبر العلاج بالجراحة عن طريق القطع المستعرض للرباط الرسغي طريقة فعالة، ونتائجها جيدة مقارنة مع الخيارات غير الجراحية. كما أنه لا داعي للتجبير بعد الجراحة. ولا تدعم الأدلة العلاج المغناطيسي.
حوالي 5% من الناس في الولايات المتحدة لديهم متلازمة النفق الرسغي. وعادة ما يبدأ في مرحلة البلوغ، والنساء أكثر شيوعا من الرجال. قد يتحسن حوالي 33% من المرضى على مدى عام تقريبا دون علاج محدد. وتم وصف متلازمة النفق الرسغي لأول مرة بعد الحرب العالمية الثانية.

## الأعراض

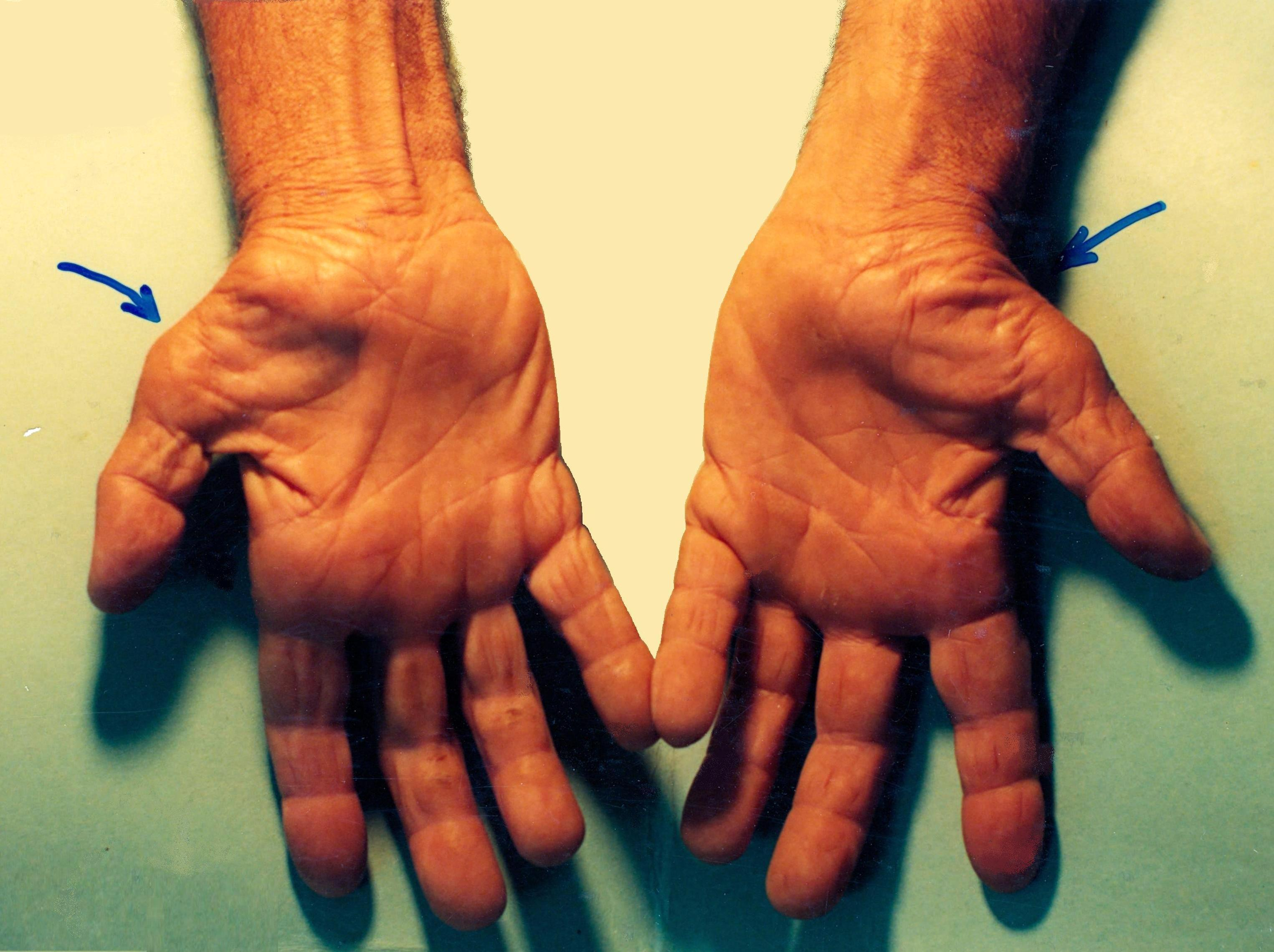
متلازمة النفق الرسغي لم يتم علاجها، وتبين ضمور العضلات في قاعدة الإبهام.

تبدأ الأعراض كألم عند الرسغ، وقد يشكو المريض من تنميل في الأصابع (الإبهام، والسبابة، والنصف الكعبري من البنصر)، وذلك لأنهم يستمدوا الوظيفة الحسية، والحركية (السيطرة على العضلات) من العصب المتوسط. ويمكن الشعور بالألم وعدم الراحة في الساعد، أو حتى في الجزء العلوي من الذراع. قد يكون هناك أعراض أقل تخصصا كالألم في المعصمين أو اليدين، وفقدان قوة القبضة، وفقدان المهارة اليدوية.
ويشير البعض إلى أن أعراض العصب المتوسط يمكن أن تنشأ من الانضغاط على مستوى المخرج الصدري، أو في منطقة مرور العصب المتوسط بين رأسي العضلة الكابة المدورة في الساعد، على الرغم من أن هذا ما زال يناقش.
يعتبر التنميل، والخدران في مناطق توزيع العصب المتوسط هي أعراض الاعتلال العصبي المميزة لمتلازمة النفق الرسغي. قد يحدث ضعف وضمور عضلات الإبهام إذا ظلت الحالة دون علاج، لأن العضلات لا تتلقى تحفيز العصب الكافي. وعادة ما يزداد الألم وعدم الراحة في الليل، وفي الصباح.

## الأسباب

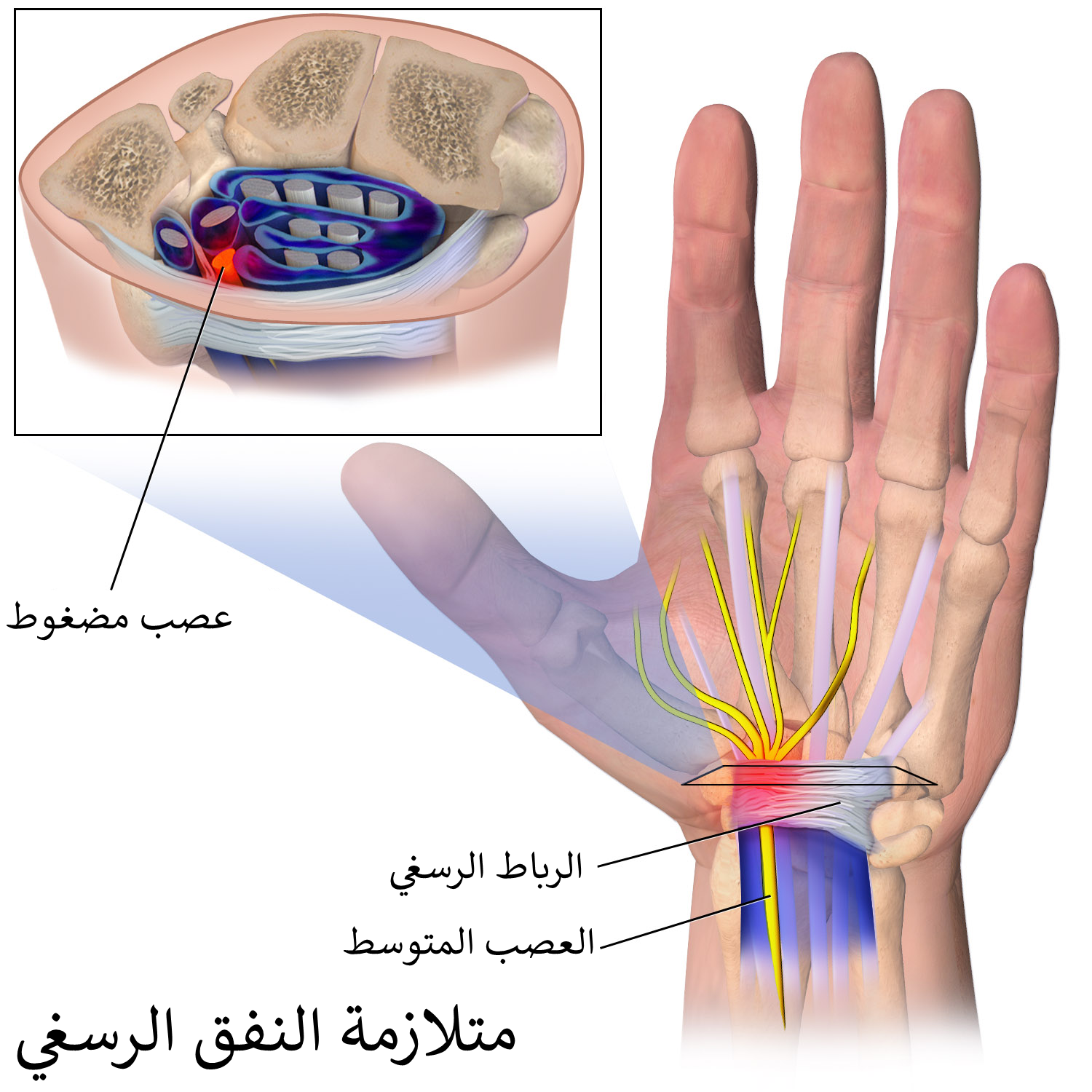
تشريح النفق الرسغي يبين مرور العصب المتوسط عبر مساحة ضيقة يتقاسمها مع أوتار الإصبع.

غالبية الحالات لا يُعرف لها سبب محدد وواضح. يمكن أن تترافق متلازمة النفق الرسغي مع أي حالة تسبب الضغط على العصب المتوسط في المعصم. وتتضمن بعض الحالات الشائعة التي يمكن أن تؤدي إلى متلازمة النفق الرسغي السمنة، وقصور الغدة الدرقية، والتهاب المفاصل، والسكري، ومقدمات السكري (ضعف تحمل الجلوكوز)، والخبطات. كما أن العوامل الوراثية تلعب دورا. النفق الرسغي هو سمة من سمات متلازمة شاركو ماري توث المسمى بالاعتلال العصبي الموروث مع احتمال حدوث شلل ناتج من الانضغاط.
وتشمل الأسباب الأخرى لهذه الحالة عوامل داخلية تمارس الضغط من داخل النفق، وعوامل خارجية (حيث يمارس الضغط من خارج النفق)، والتي تشمل الأورام الحميدة مثل الأورام الشحمية، وتجمع الخلايا العصبية (العقدة)، وتشوه الأوعية الدموية. تكون متلازمة النفق الرسغي في كثير من الأحيان أحد أعراض اعتلال الأعصاب المرتبط بالداء النشواني في البروتين الرابط للثيروكسين، ومن الشائع في مرضى اعتلال عضلة القلب المرتبط بالداء النشواني في البروتين الرابط للثيروكسين أنهم يكونوا قد خضعوا مسبقا لجراحة لعلاج متلازمة النفق الرسغي، مما يشير إلى أن الداء النشواني في البروتين الرابط للثيروكسين قد يسبب متلازمة النفق الرسغي.
يمكن أن يتحرك العصب المتوسط عادة لما يقرب من 9.6 ملم؛ للسماح للمعصم بالانثناء، وبدرجة أقل أثناء الانبساط. ومع الضغط طويل الأجل على العصب المتوسط يمكن أن يُثَبَط انزلاق العصب، مما قد يؤدي إلى الإصابة والتندب. عندما يحدث تندب، فإن العصب يلتصق بالأنسجة من حوله ويصبح ثابت في مكانه.
يترواح الضغط العادي للنفق الرسغي من 2-10 ملم، ويزيد انثناء المعصم من هذا الضغط 8 أضعاف، في حين أن الانبساط يزيده 10 أضعاف. يزيد الانثناء والانبساط المتكرر في المعصم من ضغط السائل في النفق من خلال سماكة الأنسجة الزليلية المبطنة للأوتار داخل النفق الرسغي.

### أسباب متعلقة بالعمل
إن النقاش الدولي بشأن العلاقة بين متلازمة النفق الرسغي والحركة المتكررة في العمل مستمر. وقد اعتمدت إدارة السلامة والصحة المهنية (OSHA) قواعد وأنظمة بشأن اضطرابات الصدمات التراكمية. وقد تم التنويه عن عوامل الخطر المهني في المهام المتكررة، والقوة، والوضع، والاهتزاز. العلاقة بين العمل ومتلازمة النفق الرسغي مثيرة للجدل. في العديد من المواقع، يحق للعمال الذين تم تشخيصهم بمتلازمة النفق الرسغي الحصول على إجازة وتعويض.
ويتوقع البعض أنه يتم إثارة متلازمة النفق الرسغي من خلال الحركة المتكررة، وأنشطة التلاعب، وأن تأثير التعرض لذلك يمكن أن يكون تراكمي. وقد ذُكر أيضا أن الأعراض تتفاقم عادة عن طريق الاستخدام القوي والمتكرر لليد والمعصمين في المهن الصناعية، ولكن من غير الواضح ما إذا كان ذلك يرجع إلى الألم (الذي قد لا يكون بسبب متلازمة النفق الرسغي) أو التنميل أم لا.
وأشارت نشرة للمعطيات العلمية المتاحة من قبل المعهد الوطني للسلامة والصحة المهنية (NIOSH) إلى ارتباط المهام الوظيفية التي تنطوي على أفعال يدوية متكررة للغاية أو أوضاع محددة للمعصم مع حوادث متلازمة النفق الرسغي، ولكن لم يتم الوصول للعلاقة السببية بعد، كما أن التمييز بينها وبين آلام الذراع المرتبطة بالعمل، والتي لا تكون بسبب متلازمة النفق الرسغي لم يكن واضح. وقد اُقتُرِح أن الاستخدام المتكرر للذراع يمكن أن يؤثر على الميكانيكا الحيوية للطرف العلوي، أو قد يسبب ضررا للأنسجة. واُقتُرِح أيضا أنه يجب أن يتضمن التشخيص العام للحالة التقييم الوضعي والفقري جنبا إلى جنب مع تقييمات الأمان والراحة. وقد وُجِد في بعض البحوث أن معالجة هذه العوامل توفر الراحة أثناء العمل. وأظهر استطلاع أجرته مؤسسة NIOSH في عام 2010 أن 2/3 من أصل 5 ملايين حالة من مرضى متلازمة النفق الرسغي في الولايات المتحدة في ذلك العام كانت مرتبطة بالعمل. النساء أكثر عرضة للإصابة متلازمة النفق الرسغي ذات الصلة بالعمل من الرجال.
وتستند التكهنات التي تقترح ارتباط متلازمة النفق الرسغي بالعمل على شكاوي مثل وجودها في الغالب في الشباب البالغين العاملين، على الرغم من عدم وجود أدلة كافية لهذا الغرض. على سبيل المثال، في سلسلة تمثيلية حديثة من تجربة متتالية، كان معظم المرضى من كبار السن، ولا يعملون. واستنادا إلى الزيادة في عدد حالات الإصابة المزعومة في مكان العمل، فإن استخدام الذراع في العمل هو السبب، ولكن هناك أدلة تشير إلى أن ذلك ما هو إلا اعتلال أحادي طرفي مجهول السبب، يتم توريثه جينيا، وتطوره بطيء ولكن حتمي.

### ظروف ذات صلة
هناك مجموعة متنوعة من العوامل المتعلقة بالمريض يمكن أن تؤدي إلى متلازمة النفق الرسغي، بما في ذلك الوراثة، وحجم النفق الرسغي، والأمراض المحلية والنظامية المرتبطة بها، وبعض العادات. وعادة ما تحدث الأسباب غير الرضحية على مدى فترة من الزمن، ولا يثيرها حدث معين. والعديد من هذه العوامل هي مظاهر الشيخوخة الفسيولوجية.
وتتضمن الأمثلة:
- التهاب المفاصل الروماتويدي، وغيره من الأمراض التي تسبب التهاب الأوتار المثنية.
- مع قصور الغدة الدرقية، حيث تسبب الوذمة المخاطية المعممة ترسب عديدات السكاريد المخاطية داخل كل من ظهارة الحزمة العصبية للعصب المتوسط، وكذلك الأوتار التي تمر عبر النفق الرسغي.
- خلال فترة الحمل تصاب النساء بمتلازمة النفق الرسغي بسبب التغيرات الهرمونية (ارتفاع مستويات هرمون البروجسترون) واحتباس الماء (الذي ينفخ الزليلي)، والتي هي شائعة خلال فترة الحمل.
- إصابات سابقة بما في ذلك كسور المعصم.
- الاضطرابات الطبية التي تؤدي إلى احتباس السوائل، أو ترتبط بالتهابات مثل: التهاب المفاصل الالتهابي، وكسر كولس، والداء النشواني، وقصور الغدة الدرقية، وداء السكري، ضخامة الأطراف، واستخدام الستيرويدات، والاستروجين.
- ترتبط متلازمة النفق الرسغي أيضا مع الأنشطة المتكررة من اليد والمعصم، ولا سيما مع مزيج من الأنشطة القوية والمتكررة.[18]
- تسبب ضخامة الأطراف الزيادة المفرطة في هرمونات النمو. مما يؤدي إلى نمو الأنسجة الرخوة والعظام حول النفق الرسغي، وضغط العصب المتوسط.[42]
- يمكن أن تبرز الأورام (عادة الحميدة)، مثل العقدة أو الورم الشحمي في النفق الرسغي، مما يصغر الحيز الموجود. وهذا أمر نادر الحدوث (أقل من 1٪).
- تزيد السمنة أيضا من خطر الإصابة بمتلازمة النفق الرسغي. الأفراد المصنفين على أنهم يعانون من السمنة المفرطة (مؤشر كتلة الجسم> 29) هم أكثر احتمالا 2.5 مرة من الأفراد النحيلة (مؤشر كتلة الجسم <20) ليتم تشخيصها بالمتلازمة.[43]
- متلازمة السحق المزدوجة هي فرضية أن ضغط أو تهيج فروع العصب المتوسط في الرقبة، أو في أي مكان فوق المعصم، يزيد من حساسية العصب للضغط في المعصم. لكن هناك أدلة قليلة على أن هذه المتلازمة موجودة بالفعل.[44]
- تُظهر الطفرات غير المتجانسة في الجين SH3TC2، والمرتبطة بمرض شاركو ماري توث قابلية للاعتلال العصبي، بما في ذلك متلازمة النفق الرسغي.[45]

## الفسيولوجيا المرضية
النفق الرسغي هو مقصورة تشريحية تقع في قاعدة راحة اليد عند الرسغ. ويمر خلاله تسعة أوتار مثنية، والعصب المتوسط، بينما تحوطه عظام الرسغ من جوانبه الثلاثة مما يشكل قوسا. يوفر العصب المتوسط الشعور أو الإحساس للإبهام، والسبابة، والوسطى، ونصف البنصر. على مستوى الرسغ، يسمح العصب المتوسط للعضلات الموجودة في قاعدة الإبهام بالتبعيد، والحركة بعيدا عن الأصابع الأربعة الأخرى، وكذلك الخروج من محور راحة اليد. يقع النفق الرسغي في الثلث الأوسط من قاعدة راحة اليد، ويحده البروز العظمي للحديبة الزورقية (scaphoid tubercle)، والعظم المربعي (trapezium) في قاعدة الإبهام، والعظمة الكلابية (hamate hook)التي يمكن أن تكون محسوسة على طول محور البنصر. من الناحية التشريحية، يحد النفق الرسغي من السطح الأمامي الرباط الرسغي المستعرض، والمعروف أيضا باسم قيد مثنيات اليد (flexor retinaculum). وهو عبارة عن حزام ليفي قوي متصل بالعظمة الحمصية، ومعقف العظم الكلابي. تتكون الحدود القريبة من الجهة البعيدة من خطوط جلد الرسغ، وتقترب الحدود البعيدة بخط يعرف باسم خط كابلان الرئيسي. يستخدم هذا الخط معالم السطح، ويتم رسمه بين قمة ثنية الجلد بين الإبهام والسبابة إلى خطاف العظمة الكلابية المحسوسة. يمكن ضغط العصب المتوسط عن طريق نقص حجم القناة، أو الزيادة في حجم المحتويات (مثل تورم نسيج التشحيم حول الأوتار المثنية)، أو كليهما. وعندما يحدث ضغط داخل النفق، لا يوجد مكان له للهرب؛ لأن نفق الرسغ يحده عظام الرسغ من جهة، ورباط من جهة أخرى، وبالتالي يتم إلحاق الضرر بالعصب المتوسط. وببساطة ثني الرسغ إلى 90 درجة سوف يقلل من حجم القناة.
يسبب ضغط العصب المتوسط الذي يمتد عميقا للرباط الرسغي المستعرض ضمور البرزة الراحية، وضعف العضلة المثنية القصيرة لإبهام اليد (Flexor pollicis brevis muscle)، والعضلة المقابلة لإبهام اليد (Opponens pollicis muscle)، والعضلة القصيرة المبعدة لإبهام اليد (Abductor pollicis brevis muscle)، بالإضافة إلى فقدان الحسية في الأصابع التي يمدها العصب المتوسط بالإحساس. يتفرع الفرع الحسي السطحي من العصب المتوسط، الذي يوفر الإحساس لقاعدة راحة اليد، قريبا من الرباط الرسغي العرضي، ويمر من فوقه. لذا لا يصاب ذلك الفرع في متلازمة النفق الرسغي، وبالتالى لا يكون هناك فقدان في الإحساس الراحي.

## التشخيص
لا يوجد معيار مرجعي تم الاتفاق عليه لتشخيص متلازمة النفق الرسغي. لكن يمكن استخدام مجموعة الأعراض الموصوفة، والنتائج السريرية، والاختبارات الكهربية الفسيولوجية. تاريخيا، قد كان يتم إجراء التشخيص بمزيج من التاريخ المرضي الدقيق، والفحص البدني بالتزامن مع استخدام اختبارات التشخيص الكهربية للتأكيد. بالإضافة إلى ذلك، شملت التكنولوجيا المتطورة استخدام الموجات فوق الصوتية في تشخيص متلازمة النفق الرسغي. ومع ذلك، فقد ثبت أن الفحوصات البدنية تفتقر إلى كل من الحساسية والخصوصية. وعلاوة على ذلك، لا يمكن لاختبارات التشخيص الكهربية أن تستبعد تماما تشخيص متلازمة النفق الرسغي بسبب عدم وجود حساسية. وقد حدد تقرير مشترك نشرته الجمعية الأمريكية للطب العصبي العضلي وطب التشخيص الكهربي (AANEM)، والأكاديمية الأمريكية للطب الفيزيائي وإعادة التأهيل (AAPM&R)، والأكاديمية الأمريكية لعلم الأعصاب معايير، ومبادئ توجيهية لدراسات الاختبارات الكهربية؛ لتشخيص متلازمة النفق الرسغي على أساس استعراض الأدبيات الانتقادية الواسعة. وقد خَلُص هذا الاستعراض المشترك إلى أن دراسات التوصيل العصبي الوسيط والحسي صالحة وقابلة للتكرار في المختبر السريري، ويمكن إجراء التشخيص السريري للمتلازمة بحساسية أكبر من 85٪، وخصوصية أكبر من 95٪. وبالنظر إلى الدور الرئيسي لاختبار التشخيص الكهربي في تشخيص متلازمة النفق الرسغي، أصدرت الرابطة الأمريكية للطب العصبي العضلي، وطب التشخيص الكهربي مبادئ توجيهية للممارسة قائمة على الأدلة، وذلك لتشخيص متلازمة النفق الرسغي.
وقد تم اعتبار الخدر في مناطق توزيع العصب المتوسط، والأعراض الليلية، وضعف أو ضمور العضلات، وعلامة تينيل الإيجابية (Tinel's sign) في النفق الرسغي، واختبار الحسية غير الطبيعية مثل التمييز من نقطتين كمعايير للتشخيص السريري من قِبَل مجموعة من الخبراء متوافقين في الرأي. قد يكون الألم أيضا عرضا موجودا، وإن كان أقل شيوعا من الاضطرابات الحسية.
يمكن لاختبار التشخيص الكهربي (تخطيط كهربية العضل، وسرعة التوصيل العصبي) التحقق موضوعيا من ضعف الأعصاب المتوسط. ومع ذلك لا يمكن أن تستبعد دراسات التوصيل العصبي العادي التشخيص. ويمكن أن يدعم التقييم السريري عن طريق أخذ التاريخ المرضي، والفحص البدني التشخيص. إذا كان هناك شك سريري في تشخيص المتلازمة بنسبة مرتفعة، ينبغي أن يبدأ العلاج حتى إذا كانت نتائج اختبار التشخيص الكهربي طبيعية.

### الفحص البدني
لايكفي استخدام اختبار فالين، أو علامة تينيل، أو علامة فليك، أو اختبار أعصاب الطرف العلوي وحده للتشخيص.
- اختبار فالين: يتم تنفيذه عن طريق ثني المعصم برفق قدر الإمكان، ثم الثبات على هذا الوضع، وانتظار الأعراض.[52] يكون الاختبار إيجابي عندما يؤدي إلى خدر في مناطق توزيع العصب المتوسط في غضون 60 ثانية من وضع الانثناء الحاد. وكلما بدأ الخدر أسرع، كانت الحالة أكثر تقدما. يتم تعريف علامة فالين على أنها ألم و/ أو مذل في الأصابع المعصبة بالعصب المتوسط خلال دقيقة واحدة من انثناء المعصم. وقد تبين أن هذا الاختبار يرتبط مع شدة الحالة عندما تم دراسته مستقبلا.[40]
- علامة تينيل: هو اختبار كلاسيكي - على الرغم من أنه أقل حساسية - ولكنه وسيلة للكشف عن تهيج الأعصاب. يتم تنفيذ تينيل عن طريق النقر بخفة على الجلد الموجود على قيد منثنيات اليد؛ لحث إحساس الوخز في أماكن توزيع الأعصاب. وعلامة تينيل أقل حساسية، ولكن أكثر تحديدا من علامة فالين.[40]
- اختبار دوركان (اختبار ضغط الرسغ): يتم عن طريق تطبيق ضغط ثابت على راحة اليد فوق العصب لمدة تصل إلى 30 ثانية لإظهار الأعراض.[53][54]
- اختبار رفع اليد: يتم إجرائه عن طريق رفع كلتا اليدين فوق الرأس، وإذا تم ظهور الأعراض في مناطق توزيع العصب المتوسط خلال دقيقتين، يعتبر الاختبار إيجابي. ويعتبر اختبار ارتفاع اليد أعلى حساسية، وخصوصية من اختبار تينيل، واختبار فالين، واختبار ضغط الرسغ. وقد أظهر التحليل الإحصائي لمربع تشي أن اختبار ارتفاع اليد فعال، إن لم يكن أفضل من اختبار تينيل، واختبار فالين، واختبار ضغط الرسغ.[55]

وكملاحظة، فإن المريض المصاب بمتلازمة النفق الرسغي الحقيقي لن يفقد الإحساس في البرزة الراحية (انتفاخ العضلات في كف اليد، وعند قاعدة الإبهام). وذلك لأن الفرع الراحي من العصب المتوسط، الذي يعصب منطقة راحة اليد، يمر فوق النفق الرسغي. هذه الميزة للعصب المتوسط يمكن أن تساعد في التفريق بين متلازمة النفق الرسغي، ومتلازمة مخرج الصدر، أو متلازمة العضلة الكابة المدورة.
كما يمكن تشخيص حالات أخرى بالخطأ على أنها متلازمة النفق الرسغي. لذا إذا كان التاريخ المرضي، والفحص البدني يشيران إلى متلازمة النفق الرسغي، سوف يخضع المرضى في بعض الأحيان لاختبار التشخيص الكهربي مع دراسات التوصيل العصبي، والتخطيط العضلي الكهربي. والهدف من اختبار التشخيص الكهربي هو مقارنة سرعة التوصيل في العصب المتوسط مع التوصيل في الأعصاب الأخرى الواردة لليد. عندما يتم ضغط العصب المتوسط، كما هو الحال في متلازمة النفق الرسغي، فإنه سيوصل ببطء أكثر من المعتاد، وببطء أكثر من الأعصاب الأخرى. هناك العديد من الاختبارات الكهرومغناطيسية المستخدمة في التشخيص، ولكن الاختبار الأكثر حساسية، وتخصصا، والذي يمكن الاعتماد عليه هو مؤشر الحسية المشتركة (المعروف أيضا باسم مؤشر روبنسون). يعتمد التشخيص الكهربائي على إظهار ضعف توصيل العصب المتوسط عبر النفق الرسغي في سياق التوصيل العادي في أماكن أخرى. يتسبب الضغط في إلحاق الضرر بالغمد المايليني، ويتجلى ذلك في تباطؤ سرعات التوصيل. ومع ذلك، فإن الدراسات التشخيصية الكهربية العادية لا تستبعد وجود متلازمة النفق الرسغي، لأنه يجب الوصول إلى عتبة إصابة العصب قبل أن تصبح نتائج الدراسة غير طبيعية. وتكون متلازمة النفق الرسغي التي تصاحبها نتائج طبيعية لاختبار التشخيص الكهربي خفيفة جدا في أسوأ الأحوال.
دور التصوير بالرنين المغناطيسي، أو التصوير بالموجات فوق الصوتية في تشخيص متلازمة النفق الرسغي غير واضح. ولا يوصى باستخدامهم الروتيني.

### التشخيص التفريقي
يتم تطبيق متلازمة النفق الرسغي أحيانا كعلامة على أي شخص لديه ألم، وخدر، وتورم و/ أو حرقان في الجانب الكعبري من اليدين و/ أو المعصمين. عندما يكون الألم هو العرض الأولي، فمن غير المرجح أن تكون متلازمة النفق الرسغي هي مصدر الأعراض. وبشكل عام، فإن المجتمع الطبي لا يتقبل حاليا أو يقبل نظريات نقطة الاستثارة؛ بسبب عدم وجود أدلة علمية تدعم فعاليتها.

## الوقاية
قد تم الإشارة إلى أن العادات الصحية المقترحة مثل تجنب الإجهاد المتكرر، وتعديل العمل من خلال استخدام المعدات المريحة (ربما يكون مكان راحة الرسغ في لوحة الماوس ضارا بالأنفاق الرسغية)، مع أخذ فواصل واستراحات مناسبة، وذلك باستخدام بدائل لوحة المفاتيح (القلم الرقمي، والتعرف على الصوت، والإملاء)، يمكن استخدامها كوسيلة للمساعدة في منع حدوث متلازمة النفق الرسغي. لم يتم إثبات الدور المحتمل لفيتامينات ب في منع أو علاج متلازمة النفق الرسغي. وهناك القليل من البيانات التي تدعم مفهوم أن تعديل النشاط يمنع متلازمة النفق الرسغي.
سوف تساعد تمارين المد، وتمرين متساوي القياس في الوقاية للأشخاص المعرضين للخطر. وسوف يساعد التمدد قبل النشاط، وأثناء فترات الراحة في تخفيف التوتر في المعصم، مثل وضع اليد بحزم على سطح مستو، والضغط بلطف لبضع ثوان لمد المعصم والأصابع. ويتم ممارسة تمرين متساوي القياس للمعصم عن طريق قبض اليد بإحكام، وفتح الأصابع كالمروحة. ومن المفترض ألا تسبب أي من هذه التمارين ألم أو عدم الراحة.
وهناك ارتباط سببي قوي بين العوامل البيولوجية مثل الاستعداد الوراثي، وخصائص القياسات البشرية مع متلازمة النفق الرسغي أكثر من العوامل المهنية والبيئية مثل الاستخدام اليدوي المتكرر، والعمل اليدوي المجهِد. هذا يشير إلى أن متلازمة النفق الرسغي قد لا يمكن الوقاية منها ببساطة عن طريق تجنب بعض الأنشطة أو أنواع معينة من العمل.

## العلاج
وتشمل العلاجات المقبولة عموما: العلاج الطبيعي، والكورتيزون إما عن طريق الفم أو الحقن محليا، والتجبير، والجراحة. لا توجد أدلة كافية على فاعلية الموجات فوق الصوتية، واليوغا، وأشعة الليزر، وفيتامين ب6، وممارسة الرياضة في العلاج. وقد يشمل التغيير في النشاط تجنب الأنشطة التي تؤدي إلى تفاقم الأعراض.
توصي الأكاديمية الأمريكية لجرّاحي العظام بالعلاج التحفظي باستخدام دورة من العلاجات غير الجراحية كمحاولة قبل وضع الجراحة في الاعتبار. يجب استخدام طريقة علاج مختلفة إذا فشل العلاج الحالي في حل الأعراض في غضون 2-7 أسابيع. يجب اللجوء إلى الجراحة المبكرة بتحرير النفق الرسغي إذا كان هناك دليل على زوال تعصيب العصب المتوسط، أو كان الشخص يفضل العلاج الجراحي من البداية. قد تختلف التوصيات إذا كانت متلازمة النفق الرسغي مقترنة مع الحالات التالية: داء السكري، واعتلال الجذور العصبية لعنق الرحم، وقصور الغدة الدرقية، واعتلال الأعصاب، والحمل، والتهاب المفاصل الروماتويدي، ومتلازمة النفق الرسغي في مكان العمل.

### جبائر

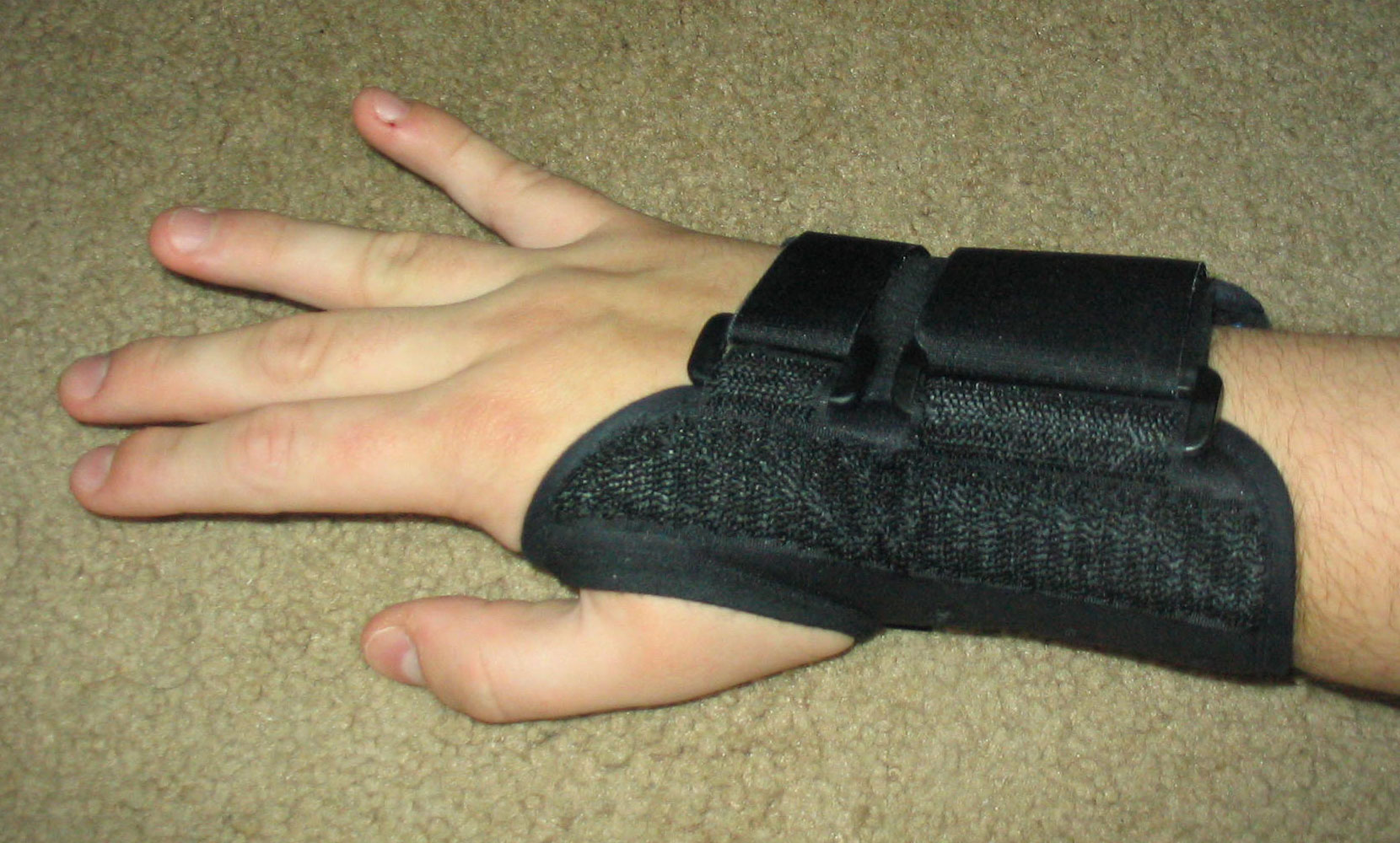
الجبيرة المستخدمة لعلاج متلازمة النفق الرسغي عن طريق المحافظة على الرسغ مفرود.

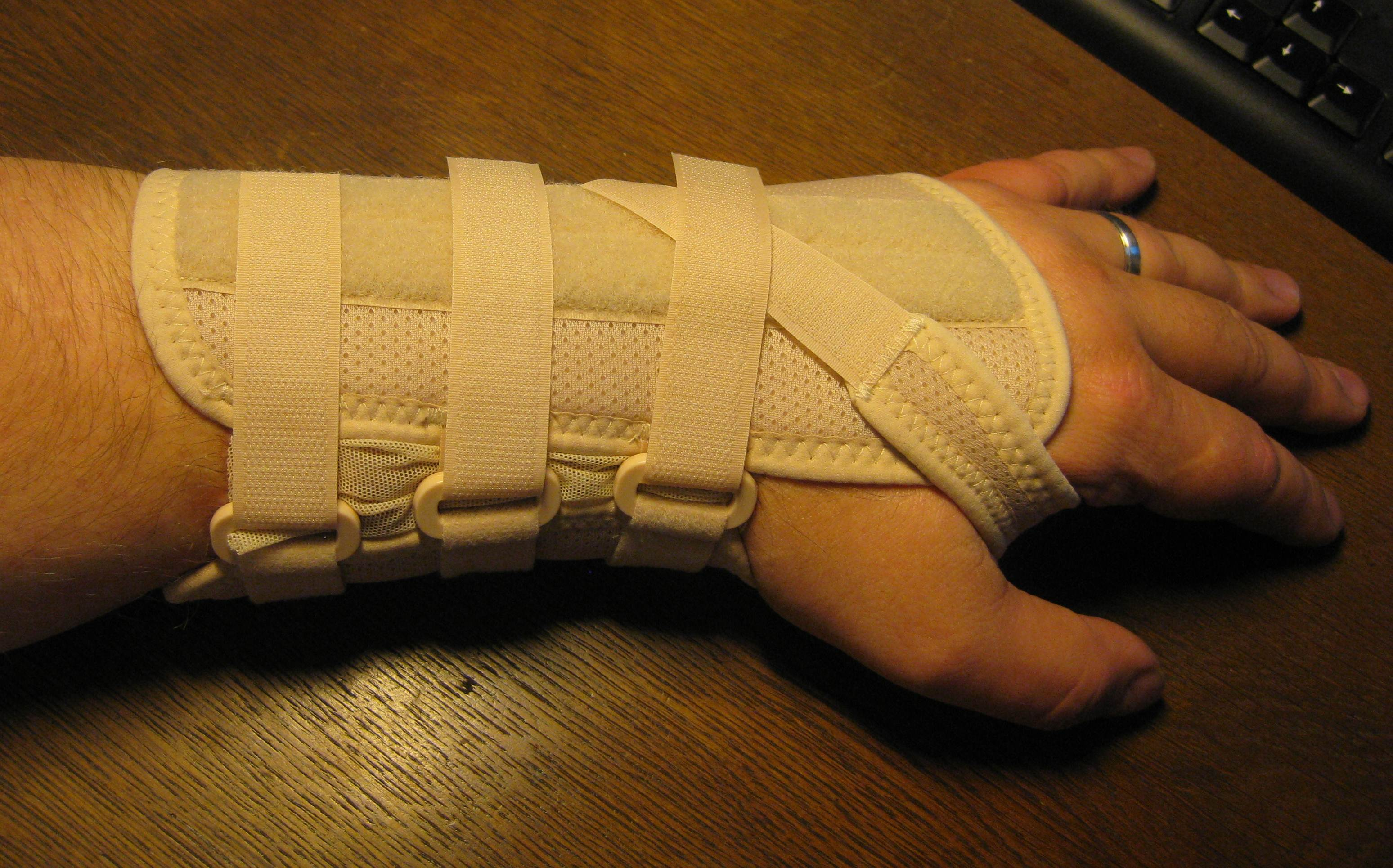
نوع آخر من الجبائر المستخدمة لعلاج متلازمة النفق الرسغي

من المعروف أهمية سنادات المعصم، والجبائر في علاج متلازمة النفق الرسغي، ولكن الكثير من الناس يكونوا غير راغبين في استخدام السنادات. في عام 1993، أوصت الأكاديمية الأمريكية لعلم الأعصاب بالعلاج غير الجائر لمتلازمة النفق الرسغي في البداية (باستثناء العجز الحسي، أو المحرك، أو أن يكون تقرير تخطيط كهربية العضل خطير)، وتم استخدام العلاج باستخدام الجبائر في الحالات المرضية الخفيفة والمتوسطة. ولكن التوصيات الحالية عموما لا توصي بالتجبير، بدلا من ذلك يتم تعديل النشاط، واستخدام العقاقير غير الستيرويدية المضادة للالتهابات كعلاج أولي، يليه الخيارات الأكثر إجارة أو الإحالة المتخصصة إذا لم تتحسن الأعراض.
يشير العديد من المهنيين الصحيين إلى أنه ينبغي للمرء ارتداء السنادات ليلا، وخلال الأنشطة التي تسبب الضغط على المعصمين إذا أمكن للحصول على أفضل النتائج.

### الكورتيزون
قد تكون حقن الكورتيكوستيرويد فعالة للتخفيف المؤقت للأعراض. ويتم الحقن تحت تأثير مخدر موضعي. غير أن هذا العلاج غير مناسب لفترات طويلة. وبشكل عام، يتم استخدام حقن الستيرويد الموضعية فقط حتى يمكن تحديد خيارات العلاج الأخرى.

### جراحة

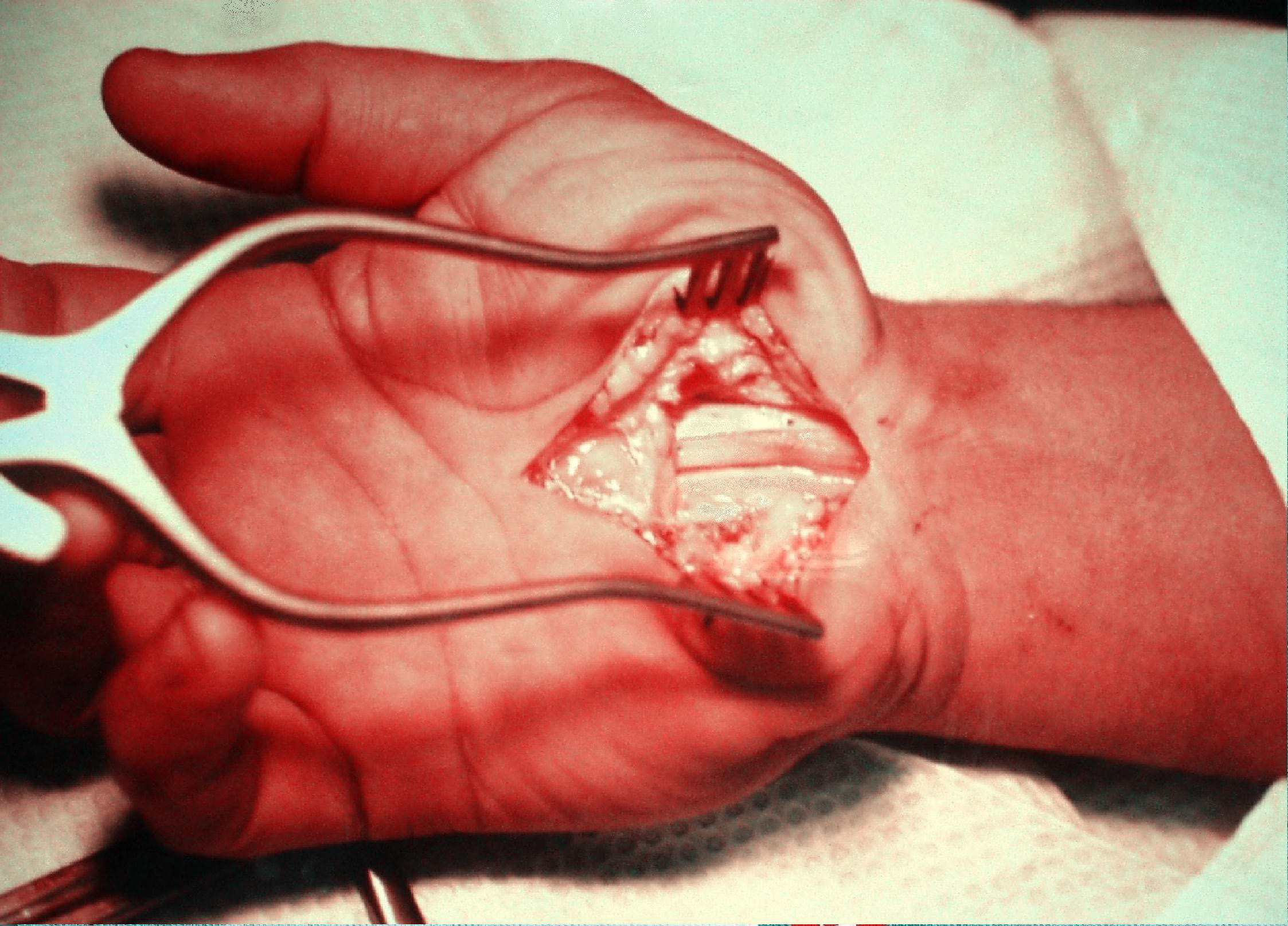
جراحة النفق الرسغي

يعرف تحرير الرباط الرسغي المستعرض بجراحة «تحرير النفق الرسغي». ويوصى بها عندما يكون هناك حالة ثابتة (ليس فقط متقطعة) من التنميل، وضعف أو ضمور العضلات، وعندما لم تعد الجبيرة الليلية أو غيرها من التدخلات التحفظية الأخرى تسيطر على الأعراض. ويمكن إجراء الجراحة باستخدام التخدير الموضعي أو المناطقي مع أو بدون مهدئات، أو تحت تأثير التخدير العام. بشكل عام يمكن التحكم بالحالات الخفيفة لمدة شهور حتى السنة. لكن الحالات الشديدة التي تكون فيها الأعراض قاسية غالبا ما تحتاج إلى العلاج الجراحي.
الجراحة هي أكثر إفادة لتخفيف الأعراض على المدى القصير (لمدة تصل إلى ستة أشهر) من ارتداء تقويم العظام لمدة لا تقل عن 6 أسابيع. ومع ذلك، فإن الجراحة، وارتداء السنادة لهما نتائج مماثلة في تخفيف الأعراض على المدى الطويل (12-18 شهر).

### علاج طبيعي
أدرجت المبادئ التوجيهية الحديثة القائمة على الأدلة التي تنتجها الأكاديمية الأمريكية لجراحين العظام درجات مختلفة من التوصيات للعلاج الطبيعي، وغيرها من العلاجات غير الجراحية. يحذر الممارسون من أن أي علاج طبيعي مثل التحرير الليفي العضلي قد يستغرق أسابيع من التطبيق المستمر للتحكم الفعال في متلازمة النفق الرسغي.
ويدعي البعض أنه من الطرق التي تساعد على الحد من التوتر على المعصمين، مما يخفف من آلام الرسغ والضغط، اعتماد عمل وبيئة أكثر راحة. على سبيل المثال، ادعى البعض أن التحول من تخطيط لوحة مفاتيح الكمبيوتر كويرتي إلى تخطيط مريح أكثر مثل دفوراك كان عادة يتم الاستشهاد به في الدراسات المبكرة التي تخص متلازمة النفق الرسغي على أنه مفيد، ولكن بعض التحليلات التلوية لهذه الدراسات تدعي أن الأدلة التي تقدمها محدودة.

## توقعات سير المرض

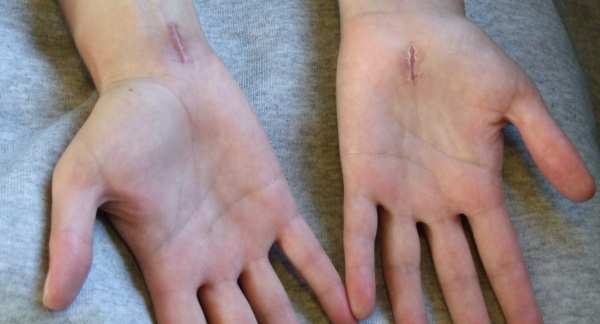
ندبات من جراحة تحرير النفق الرسغي. تم استخدام اثنين من التقنيات المختلفة. الندبة اليسرى عمرها 6 أسابيع، والندبة اليمنى عمرها أسبوعين. نلاحظ أيضا ضمور عضلات البرزة الراحية في اليد اليسرى، وهي علامة شائعة لحالة متلازمة النفق الرسغي المتقدمة.

يعافى معظم الناس من أعراض النفق الرسغي سواء بالتحكم التحفظي، أو الجراحي مع وجود حد أدنى من الأعراض المتبقية. يمكن أن تؤدي متلازمة النفق الرسغي المزمنة على المدى الطويل (وعادة ما تظهر في كبار السن) إلى «تلف الأعصاب» الدائم، أي خدر لا رجعة فيه، وضمور العضلات، وضعفها. والحالات التي تخضع لجراحة تحرير نفق الرسغ هي أكثر عرضة بمقدار الضعف تقريبا من تلك التي تعالج لا جراحيا لاحتمالية حدوث التهاب غمد الوتر المضيق في الأشهر التالية للإجراء.
في حين أن النتائج جيدة بشكل عام، كما يمكن أن تسهم بعض العوامل في النتائج الأكثر فقرا التي لها علاقة إلى حد ما بالأعصاب، أو التشريح، أو نوع الجراحة. وأظهرت إحدى الدراسات أن مقاييس الحالة النفسية أو استخدام الكحول يعطي نتائج علاجية عامة أكثر فقرا.
تكرار متلازمة النفق الرسغي بعد الجراحة الناجحة أمر نادر الحدوث. وإذا كان الشخص لديه آلام في اليد بعد الجراحة، فمن الأرجح أن سببها لا يكون متلازمة النفق الرسغي.

## علم الأوبئة

معدلات متلازمة النفق الرسغي حسب العرق. متلازمة النفق الرسغي أكثر شيوعا في القوقازيين.

يمكن أن تصيب متلازمة النفق الرسغي أي شخص. وتمثل حوالي 90% من جميع متلازمات ضغط الأعصاب. في الولايات المتحدة، 5% من الناس لديهم آثار متلازمة النفق الرسغي. القوقازيون لديهم أعلى نسبة خطر للإصابة بمتلازمة النفق الرسغي مقارنة مع الأجناس الأخرى مثل غير البيض في جنوب أفريقيا. وتعاني النساء من متلازمة النفق الرسغي أكثر من الرجال بنسبة 3: 1، وتتراوح أعمارهم بين 45 و60 سنة. 10% فقط من الحالات المبلغ عنها تكون أصغر من 30 عام. حيث أن زيادة العمر تعتبر عامل خطر. كما أنه أيضا شائع في الحمل.

### مهنياً
اعتبارا من عام 2010، تم التبليغ عن أن 8% من العمال في الولايات المتحدة لديهم متلازمة النفق الرسغي، و4% في الأشهر ال 12 الماضية. وكانت معدلات انتشار متلازمة النفق الرسغي في الأشهر ال 12 الماضية أعلى بين الإناث منها لدى الذكور؛ وبين العمال الذين تتراوح أعمارهم بين 45 و64 عام أكثر من بين الذين تتراوح أعمارهم بين 18-44. وبشكل عام، هناك 67% من حالات متلازمة النفق الرسغي الحالية بين العمال الحاليين تم نَسَبَها إلى العمل من قِبل العاملين في مجال الصحة، مما يشير إلى أن معدل انتشار متلازمة النفق الرسغي المرتبط بالعمل بين العمال كان 2٪، وأن هناك حوالي 3.1 مليون حالة من متلازمة النفق الرسغي ذات الصلة بالعمل بين العاملين في الولايات المتحدة في عام 2010. ومن بين حالات متلازمة النفق الرسغي الحالية التي تعزى إلى وظائف محددة، نُسِبَت 24% إلى الوظائف في الصناعة التحويلية، وهي نسبة أعلى 2.5 مرة من نسبة العمال الحاليين في هذا المجال، مما يشير إلى أن الوظائف في هذه الصناعة ترتبط بزيادة خطر متلازمة النفق الرسغي ذات الصلة بالعمل.

## تاريخ
كانت الحالة المعروفة باسم متلازمة النفق الرسغي لها مظاهر كبيرة على مر السنين، ولكنها كانت الأكثر سماعا في السنوات التالية للحرب العالمية الثانية. وقد تم تصوير الأفراد الذين عانوا من هذه الحالة في الأدب الجراحي في منتصف القرن 19th. في عام 1854، كان السير جيمس باجيت أول من أبلغ عن ضغط العصب المتوسط في المعصم في حالة كسر عظمة الكعبرة. في وقت مبكر من القرن 20th كانت هناك حالات مختلفة من ضغط العصب المتوسط تحت الرباط الرسغي المستعرض. وكانت متلازمة النفق الرسغي أكثر شيوعا في الأدبيات الطبية في أوائل القرن العشرين، ولكن أول استخدام للمصطلح لوحظ عام 1939. وقد حدد الطبيب جورج فالين من كليفلاند كلينك طبيعة المرض بعد العمل على مجموعة من المرضى في خمسينات، وستينات القرن التاسع عشر.

## حالات ملحوظة
- فيليب دوق إدنبرة زوج إليزابيث الثانية.[98]
- مايك ديرنت عازف الكمان في فرقة غرين دي.[99]

## وصلات خارجية
- http://emedicine.medscape.com/article/327330-overview
- Carpal Tunnel Syndrome Fact Sheet (National Institute of Neurological Disorders and Stroke)
- NHS website carpal-tunnel.net provides a free to use, validated, online self diagnosis questionnaire for CTS